# Arcfox Alpha S5
Arcfox Alpha S5 – elektryczny samochód osobowy klasy średniej produkowany pod chińską marką Arcfox od 2024 roku.

## Historia i opis modelu

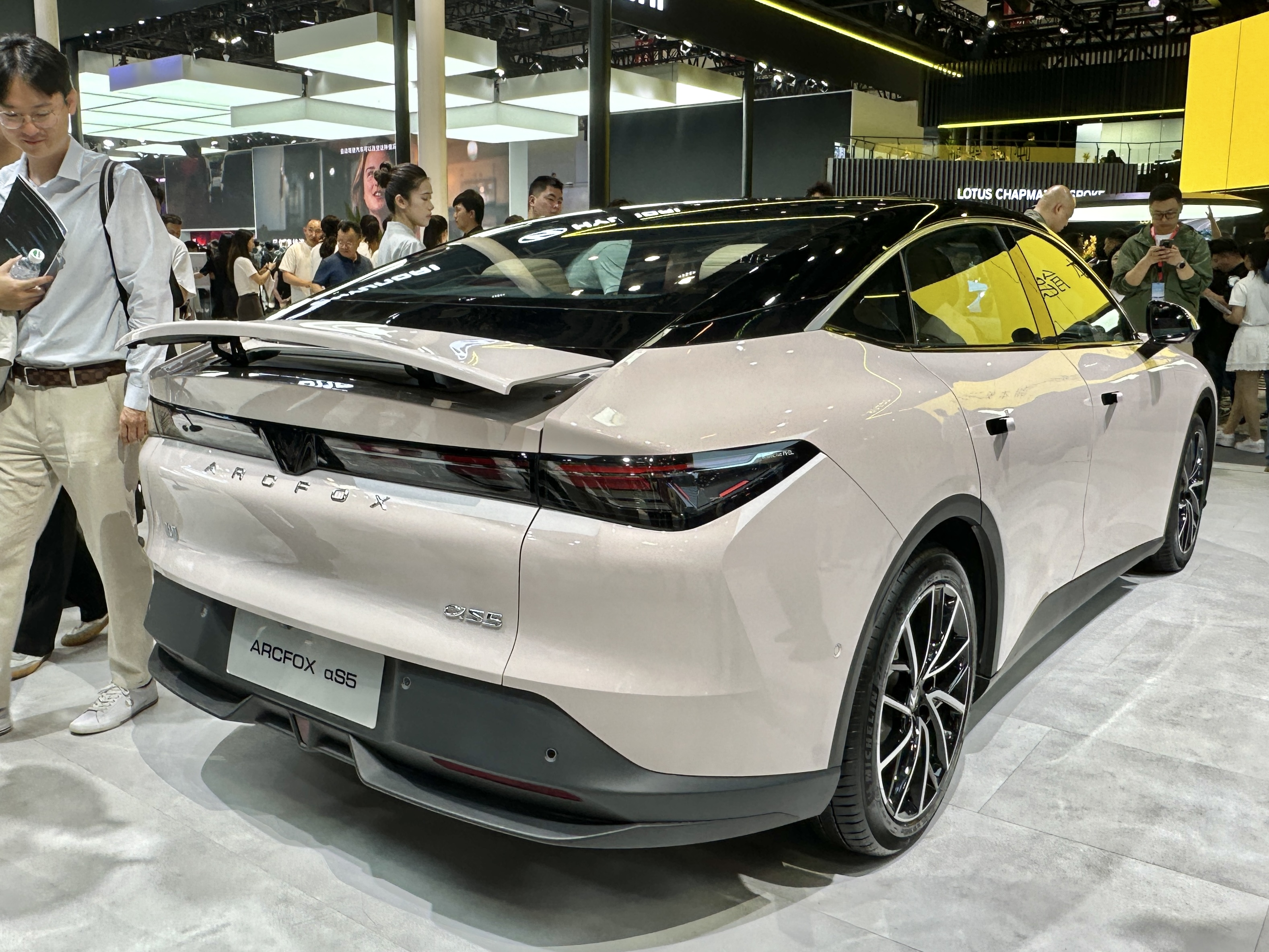
Arcfox Alpha S5 – tył

W kwietniu 2024 podczas międzynarodowych targów samochodowych w Pekinie miała miejsce premiera pierwszego klasycznego samochodu marki Arcfox, poszerzając gamę o kolejny produkt z linii "Alpha" z sufiksem S5. Samochód powstał jako odpowiedź m.in. na BYD-a Seal, przyjmując postać średniej wielkości sedana. Projekt stylistyczny wyróżnił się agresywnie ukształtowanymi, łezkowatymi reflektorami, łagodnie opadającą linią dachu, chowanymi klamkami i listwą świetlną wieńczącą tylną część nadwozia.
Kabina pasażerska została upodobniona m.in. do crossovera Alpha T5, z dwuramiennym kołem kierownicy, brakiem zegarów przed kierowcą i skupieniem wszystkich podstawowych funkcji pojazdu w dużym, centralnym dotykowym ekranie o przekątnej 14,6 cala. Wykorzystał on system multimedialny Huawei.

### Sprzedaż
Podobnie jak inne produkty firmy Arcfox, tak i Alpha S5 został opracowany głównie z myślą o wewnętrznym rynku chińskim. Zbieranie zamówień rozpoczęto w trakcie premiery na targach w Pekinie pod koniec kwietnia 2024 roku, początkowo przewidując dwa warianty wyposażeniowe i cennik otwierany przez kwotę 199 800 juanów za podstawową specyfikację.

### Dane techniczne
Arcfox Alpha S5 został wyposażony w pełni elekryczny napęd, trafiając do sprzedaży w dwóch specyfkkacjach: z jednym i dwoma silnikami. Pierwsza przenosi moc na przednią oś i 268 KM, z kolei druga posiada napęd AWD i 523 KM mocy maksymalnej. Obie wersje otryzmały baterię o pojemności 79,2 kWh, oferując 650 kilometrów zasięgu w normie CLTC dla odmiany podstawowej i 708 kilometrów dla wariantu dwusilnikowego.